# Anthus hodgsoni
El bisbita de Hodgson (Anthus hodgsoni) es una especie de ave paseriforme de la familia Motacillidae que vive en Asia y el extremo oriental de Europa. Su nombre conmemora al ornitólogo británico Brian Houghton Hodgson.

## Descripción

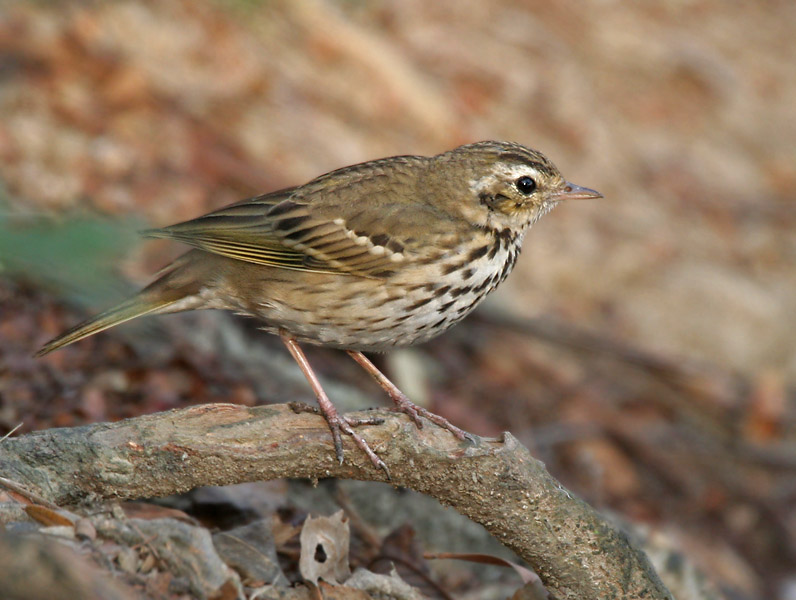
Su marcada lista superciliar blanquecina lo diferencia de otros bisbitas.

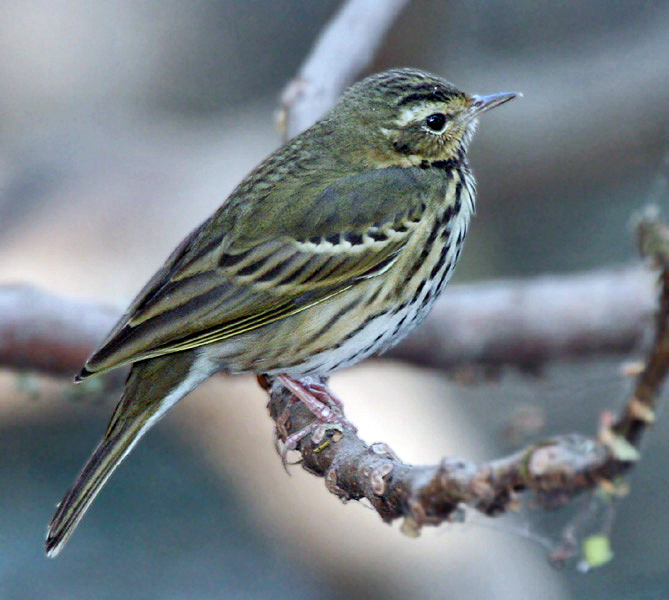
En Kolkata, India.

El bisbita de Hodgson mide alrededor de 14,5 cm de largo. El plumaje de sus partes superiores es pardo oliváceo con vetas oscuras. Sus partes inferiores son blanquecinas (con tonos más anteados en pecho, rostro y flancos) intensamente salpicadas de estrías de color pardo negruzco. Presenta listas superciliares y dos listas sobre las alas blanquecinas. Los dos sexos tienen un aspecto similar.
El bisbita de Hodgson se parece al bisbita arbóreo pero su espalda es más verdosa y su patrón de color facial es diferente, con las listas superciliares más marcadas que en el arbóreo.
Su canto consiste en sonidos de tipo tsip similar a los del bisbita arbóreo pero más agudos y rápidos.

## Distribución y hábitat
El bisbita de Hodgson es un ave migratoria que cría en el interior de Rusia (desde las inmediaciones orientales de los Urales hasta Kamchatka), Corea, Japón, China, el norte de Mongolia, además del Himalaya y sus estribaciones orientales. Se desplaza al sur para pasar el invierno en el sudeste asiático y el subcontinente indio, llegando hasta las Filipinas y el norte de Borneo.  
En su zona de cría prefiere los bosques mixtos con claros, especialmente de los montes, montañas y zonas aledañas (hasta los 4500 m s. n. m.), aunque pasa el invierno en las selvas e incluso en zonas de cultivo bastante abiertas.

## Taxonomía

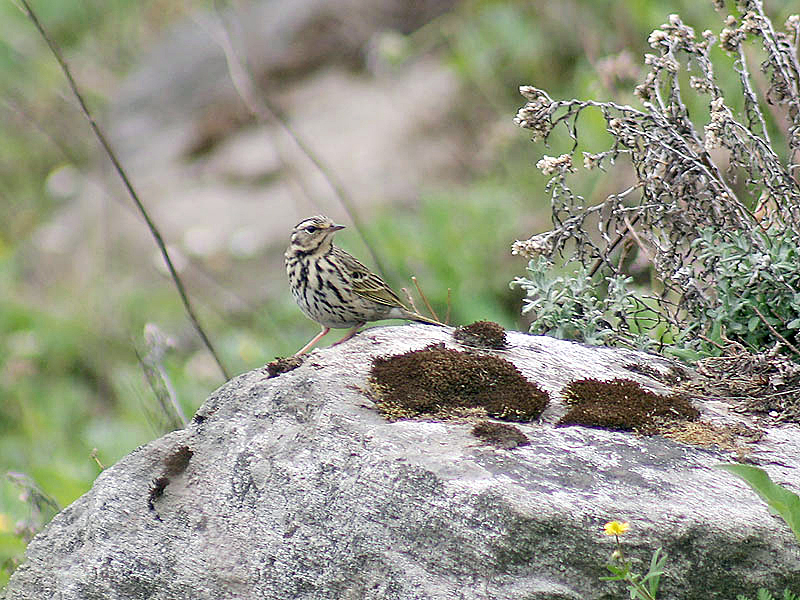
Ejemplar criando en Himachal Pradesh, India

Fue descrito científicamente por el ornitólogo estadounidense Charles Wallace Richmond en 1907.
Se reconocen dos subespecies:
- A. h. hodgsoni (Richmond, 1907)
- A. h. yunnanensis (Uchida y Kuroda, 1916)

## Comportamiento
Suelen estar en solitario o en parejas, andando por el suelo en busca de alimento, y vuelan a los árboles cuando se les molesta. Se alimentan principalmente de insectos aunque también comen semillas y otras materias vegetales.
Su época de cría es de mayo a julio. Construyen un nido en forma de cuenco con hierba y musgo en el suelo escondido entre la hierba o bajo una roca. Suelen poner entre 3 y 5 huevos, que son pardos con motas oscuras. Suelen criar dos nidadas por temporada.